# Cheirolophus arboreus
Cheirolophus arboreus là một loài thực vật có hoa trong họ Cúc. Loài này được (Webb & Berthel.) Holub mô tả khoa học đầu tiên năm 1974.